# Канаба

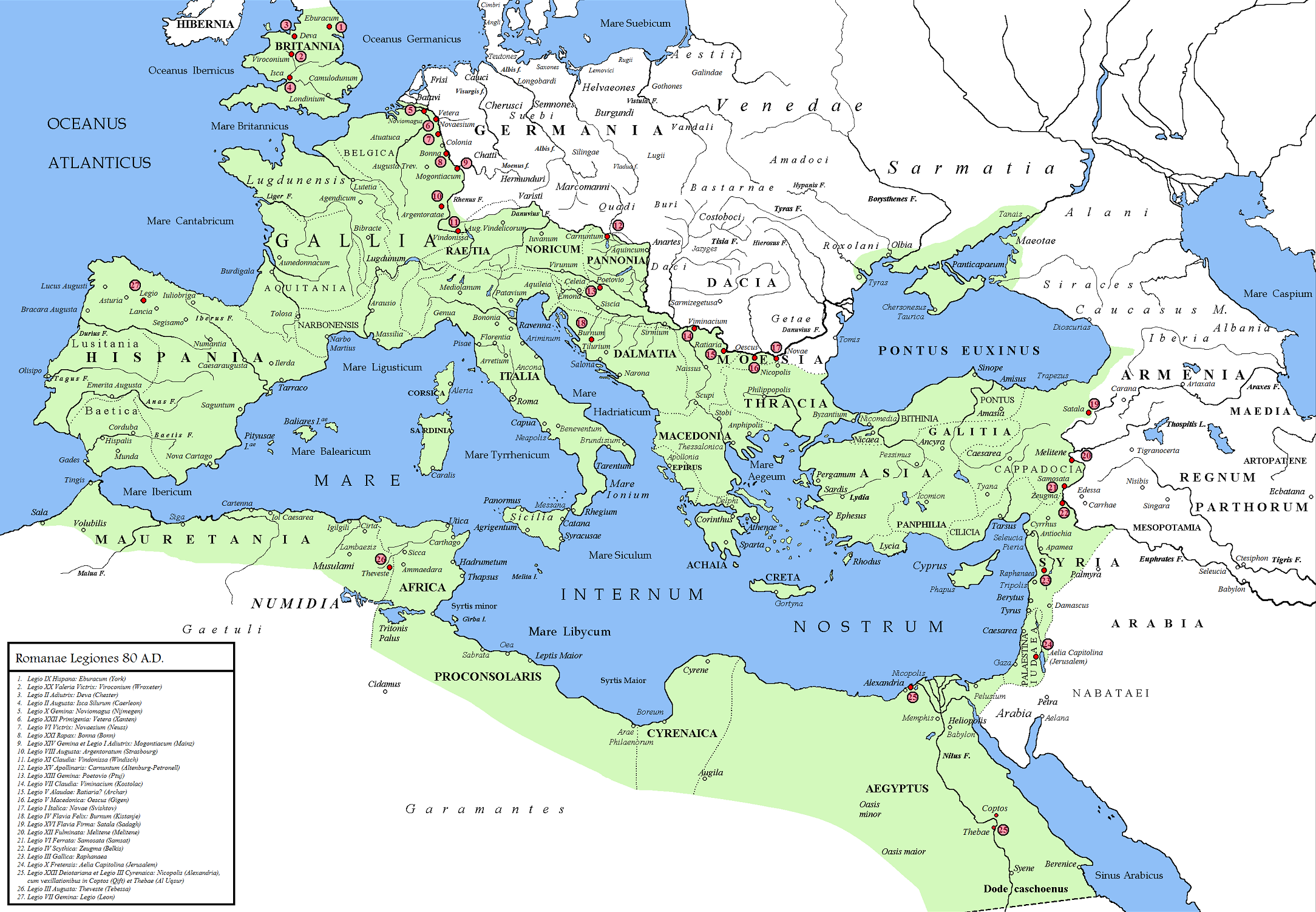
Розташування римських легіонів і їхніх канаб

Канаба (лат. Canaba) — в давньоримській культурі цивільне поселення біля військового табору (каструма) римського легіону. Спочатку цей термін позначав хатину. Поселення біля дрібніших фортець називалися vicus. Цим же словом могла називатися частина канаби.
Постійні військові табори залучали торговців, ремісників та інших цивільних осіб, які продавали легіонерам необхідні в побуті речі і надавали послуги, однак селитися всередині каструма не могли. Таким чином, вони починали будувати будинки біля табору. Деякі легіонери також мали неофіційних дружин і дітей, які розміщувалися подібним чином. Відставні ветерани, які отримали ділянки землі неподалік від табору, також користувалися послугами канаби. Селища розросталися, і більшість великих каструмів мали свою канабу. Процвітання канаби безпосередньо залежало від легіонерів, і деякі з них втрачали своє значення при передислокації легіону, однак інші пізніше перетворювалися в міста.
Так, на місці каструма і їх канаби виникли такі міста, як Відень, Страсбург і Честер.